# 乌尔法特·穆斯塔芬
乌尔法特·曼苏罗维奇·穆斯塔芬（俄语：Ульфат Мансурович Мустафин，1959年5月4日—2020年10月29日），俄罗斯政治人物，2018年起任乌法市行政长官。

## 生平
1959年生于苏联俄罗斯苏维埃联邦社会主义共和国巴什基尔自治共和国切克馬古什區斯塔罗伊赫萨诺沃。1976年入读乌法轻工业技术学校。期间参加两年兵役。毕业后在乌法市基洛夫区的住房部门工作。1992年毕业于乌法航空学院。历任基洛夫区议会执行委员会委员，公共服务局局长等职。2003年至2008年，任巴什科尔托斯坦共和国政府财政和经济部长。2010年至2013年，在俄联邦电信、信息技术和大众传媒监督局工作。2013年开始在俄罗斯天然气工业股份公司乌法分公司工作。2018年当选乌法市行政长官。2020年10月29日因2019冠状病毒病并发症在莫斯科逝世。